# CornerShot

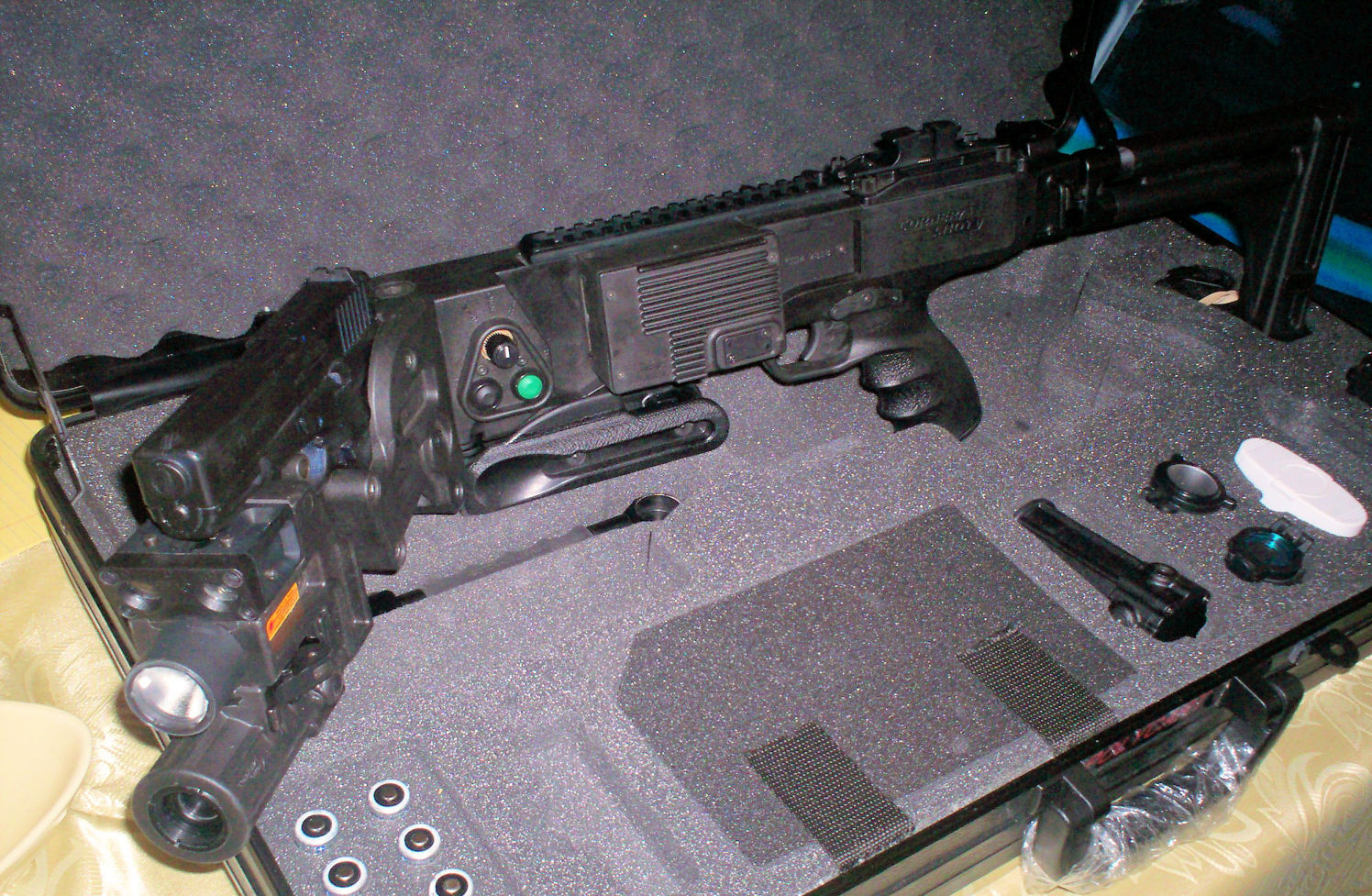
Un CornerShot.

CornerShot es un accesorio de arma de fuego israelí, que consiste en un soporte para armas con la capacidad de ver y disparar desde una esquina sin exponer al usuario. Fue diseñado en 2000 para las fuerzas especiales y SWAT, siendo empleado en situaciones que incluyesen terrorismo y toma de rehenes. Su propósito es el mismo que el del fusil periscópico.

## Trasfondo
Fue diseñado por antiguos oficiales del Ejército Israelí, incluyendo a Amos Golan, patrocinado por inversores estadounidenses. Entre las variantes de este accesorio, aparte de la estándar, se cuentan una para lanzagranadas de 40 mm y una versión para armas antitanque. Es manufacturado por Corner Shot Holdings, LLC, una compañía con base en Miami y con oficinas en Israel. Además, el CornerShot ha sido vendido en 15 países, y fue recientemente evaluado por el ministerio de defensa de Reino Unido.

## Funcionamiento
En su versión estándar, una pistola es montada al final del soporte, que se dobla horizontalmente hasta 60 grados. Ahí están situados una cámara digital y una linterna en posición de bayoneta. En el lado opuesto del soporte se encuentra la pantalla de la cámara, los controles de la misma y de la linterna.

## Armas similares
El Krummlauf fue un accesorio del Sturmgewehr 44 usado en la Segunda Guerra Mundial, se componía de un cañón curvado en 30 grados equipado con su respectiva mira periscópica.

### China
China ha fabricado dos tipos de accesorios similares al CornerShot. Uno de ellos, basado en él, es el HD-66. El otro es el CF-06. Ambos fueron dados a conocer en la cuarta China Police Expo (CPEX) y desarrollados por Chongqing Changfeng Machinery Co Ltd y Shanghai Sea Shield Technologies Company. De acuerdo con Qing Shanseng, diseñador de los accesorios, estos no están basados en el CornerShot.
Los dos accesorios usan la QSZ-92 como pistola.

### Irán
Irán ha demostrado tener un accesorio similar al CornerShot.

### Corea del Sur
Corea del Sur ha hecho público una versión del CornerShot el 23 de marzo de 2010, creada y desarrollada por Agency for Defense Development. La ADD invirtió 350 millones₩ para investigación y desarrollo de su propio CornerShot en septiembre de 2008. Su funcionamiento es similar a la versión original, con la excepción de un puntero láser y un sensor de píxeles incluidos. Todo ello con un costo de 5000 dólares.